# 코인잭슨
코인잭슨은 대한민국의 음악 그룹이다. 2011년 디지털 싱글 앨범 [피드백]으로 데뷔했다.

## 음반
- Beginning (2011)